# Grand Prix automobile du Canada
Le Grand Prix automobile du Canada est une compétition automobile disputée au Canada, tout d'abord course de voitures de sport de 1961 à 1966, puis épreuve de championnat du monde de Formule 1 à partir de 1967. Dans un premier temps couru dans l'Ontario, à Mosport Park et deux fois au Mont-Tremblant, il se déroule depuis 1978 sur le Circuit Gilles-Villeneuve, de l'Île Notre-Dame au milieu du fleuve Saint-Laurent à Montréal.

## Historique

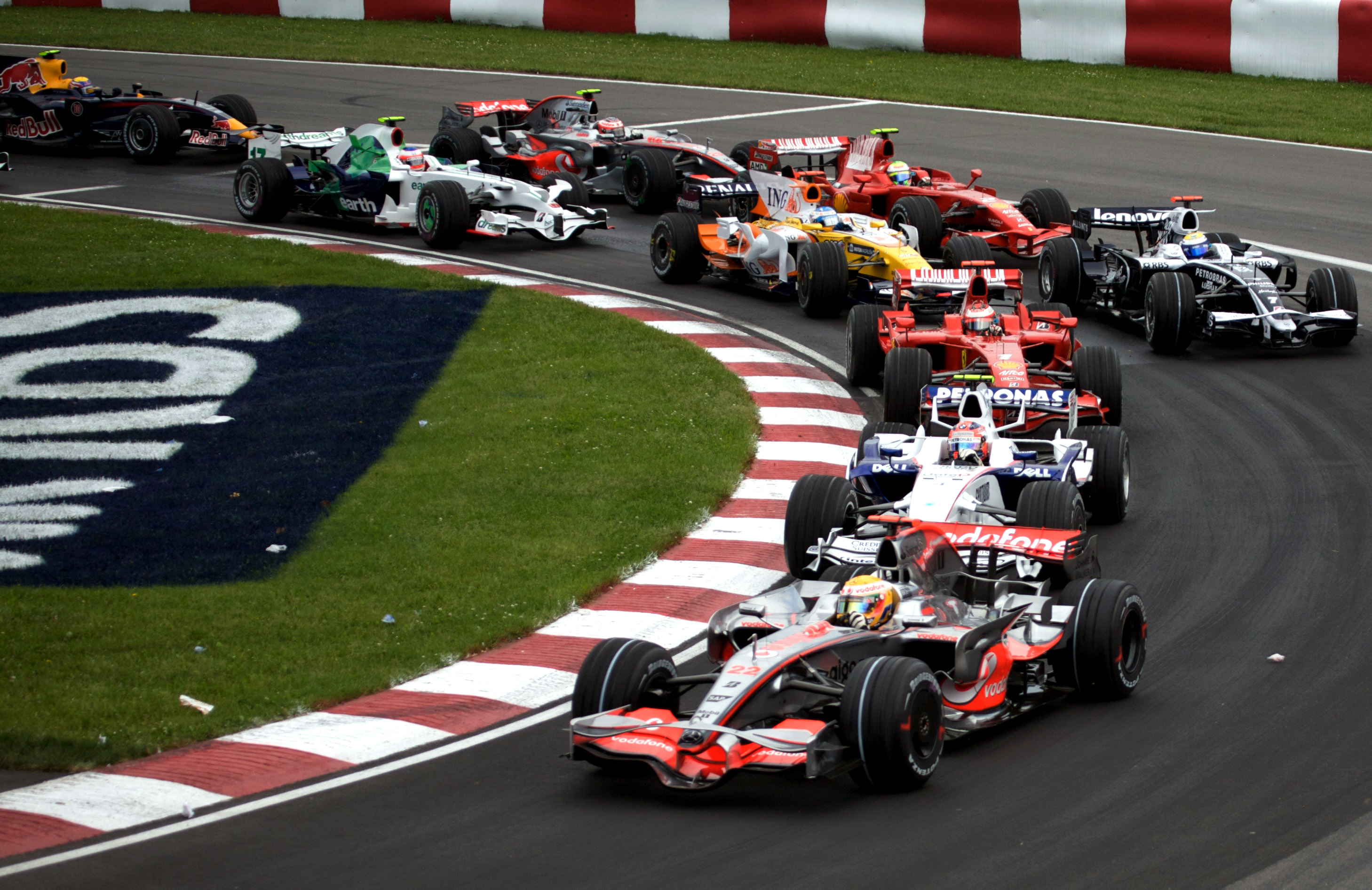
Le second virage du circuit de Montréal, théâtre du Grand Prix du Canada.

La première édition du Grand Prix du Canada de Formule 1 a eu lieu en 1967 sur le circuit Mosport Park en Ontario. En 1968, c'est le circuit Mont-Tremblant au Québec qui accueille le Grand Prix. De retour en Ontario en 1969, cette épreuve fait un dernier arrêt à Mont-Tremblant en 1970.
De 1971 à 1977, le Grand Prix du Canada se tient à Mosport. En 1977, Jody Scheckter, au volant de sa Wolf, est le dernier vainqueur à Mosport. Les pilotes apprécient le charme de ce circuit tracé dans une zone vallonnée mais celui-ci ne répond plus aux normes de sécurité inhérentes à la Formule 1. Les européens qualifient la piste étroite et dangereuse de « circuit à l'ancienne mode ».
Dès décembre 1977, on évoque une course à Montréal et le projet de construction d'une piste sur les îles du Parc Jean-Drapeau. Le 26 avril 1978, le Comité exécutif de Montréal approuve le projet et la construction de la piste débute le 20 juin 1978.
Le premier Grand Prix à Montréal se tient le 8 octobre 1978 et est remporté par Gilles Villeneuve qui signe sa première victoire depuis ses débuts, pour son Grand Prix national. Le 8 mai 1982, Villeneuve se tue lors des essais du Grand Prix de Belgique et son nom est donné à la piste de l'Île Notre-Dame.
La piste a été modifiée à plusieurs reprises pour la rendre à la fois plus sure et plus compétitive. Elle consiste en un tracé d'accélération et de freinage, de portions rectilignes brèves permettant les dépassements et entrecoupées de virages étroits. Tout au long de la course, les freins et les boîtes de vitesses sont mis à rude épreuve.
Le Grand Prix du Canada a failli être annulé en 2004 en raison de la loi anti-tabac qui règne au Canada, mais les écuries se sont entendues avec l'organisateur de la course pour ne pas diffuser de publicité sur les cigarettes.
En 2012, le Grand Prix se déroule dans un climat social perturbé par plusieurs mois de grève étudiante et de manifestations. Le collectif Anonymous lance même un appel à boycott,. Alors que les dispositifs de sécurité sont renforcés, la fréquentation baisse fortement par rapport à l'année précédente.
En 2020 et 2021, le Grand Prix est annulé dans le contexte de la pandémie de Covid-19. Inscrite au calendrier 2021 en septième manche prévue le 13 juin, la course sur le circuit Gilles-Villeneuve ne peut se tenir en raison d'une période de quarantaine de quatorze jours imposée à toute personne entrant au Canada, et est remplacée par le Grand Prix de Turquie à la même date, qui est lui même reporté par la suite. En conséquence, les autorités de la Formule 1 décident de prolonger de deux ans le contrat qui les lie à la piste de l'Ile Notre-Dame, lequel s'étend désormais jusqu'en 2031.
En 2025, la Formule 1 annonce la prolongation du Grand Prix du Canada jusqu'en 2035.

## Développements récents
Le 7 octobre 2008, le Grand Prix du Canada est retiré du calendrier en faveur d'autres destinations. Bernie Ecclestone, homme d'affaires britannique et propriétaire un temps de l'écurie de Formule 1 Brabham puis de la sienne propre Bernie Ecclestone, justifie cet abandon par les impayés de promoteurs locaux (dirigés par Normand Legault à cette époque) depuis trois ans. Dans un contexte où la Formule 1 est en crise et cherche de l'argent, elle fera appel au plus offrant. Le 16 novembre 2008, les négociations entreprises entre différents paliers gouvernementaux et Bernie Ecclestone échouent et le Grand Prix du Canada n'aura pas lieu en 2009.
Dès la mi-juin 2009, un retour du Grand Prix à Montréal en 2010 est évoqué. Après plusieurs mois de négociations, le maire de Montréal Gérald Tremblay, le ministre des finances et ministre responsable de la région de Montréal Raymond Bachand, le ministre Fédéral des Travaux publics Christian Paradis ainsi que le président de Tourisme Montréal Charles Lapointe annoncent le retour du Grand Prix du Canada à Montréal jusqu'en 2014 au coût de 75 millions de dollars canadiens (15 millions par an durant 5 ans),.
Après l'édition 2018 du Grand Prix, toute la zone des stands du circuit Gilles-Villeneuve est démolie pour faire place à des installations modernes sur trois étages dont bénéficient les acteurs de la course de Formule 1 depuis l'édition 2019. En 2020 et 2021, les mesures sanitaires prises au Canada dans le contexte de la pandémie de Covid-19 entraînent l'annulation du Grand Prix.

## Faits marquants
- Grand Prix du Canada 1978 : la victoire semblait promise à Jean-Pierre Jarier qui remplaçait le défunt Ronnie Peterson chez Lotus mais son abandon permet à Gilles Villeneuve de prendre la tête et de remporter son premier Grand Prix devant son public.
- Grand Prix du Canada 1981 : Jacques Laffite remporte le Grand Prix disputé sous un véritable déluge.
- Grand Prix du Canada 1982 : Nelson Piquet remporte une course endeuillée par l'accident mortel de Riccardo Paletti qui a percuté violemment la Ferrari de Didier Pironi qui a calé sur la grille de départ.
- Grand Prix du Canada 1989 : première victoire de Thierry Boutsen et de l'association victorieuse Williams-Renault.
- Grand Prix du Canada 1991 : Nigel Mansell domine la course et s'apprête à remporter sa première victoire de la saison mais, en saluant la foule dans le dernier tour, il oublie de rétrograder et cale. La victoire revient à Nelson Piquet, son dernier succès en Formule 1.
- Grand Prix du Canada 1995 : profitant des déboires des monoplaces motorisées par Renault, Jean Alesi remporte son unique victoire en Formule 1 sur Ferrari, devant une foule qui envahit la piste après son passage victorieux. Sa monoplace tombant en panne d'essence dans le tour d'honneur, Alesi revient aux stands assis sur la Benetton de Michael Schumacher.
- Grand Prix du Canada 1997 : la course est arrêtée au 54e tour à la suite du grave accident d'Olivier Panis qui a les jambes fracturées.
- Grand Prix du Canada 1999 : trois champions du monde, Michael Schumacher, Damon Hill et Jacques Villeneuve, abandonnent en course après avoir percuté le mur Bienvenue au Québec à la sortie de la dernière chicane du circuit. Seul rescapé parmi les champions du monde en piste, Mika Häkkinen remporte la course et prend la tête du championnat du monde pour la première fois de la saison 1999.
- Grand Prix du Canada 2001 : Ralf et Michael Schumacher réalisent le premier doublé de deux frères de l'histoire de la Formule 1.
- Grand Prix du Canada 2007 : le débutant Lewis Hamilton obtient sa première pole position et remporte sa première victoire pour son sixième Grand Prix. La course est également marquée par l'effroyable accident de Robert Kubica au 26e tour. Le Polonais s'en sort avec seulement une commotion cérébrale et une entorse à la cheville.
- Grand Prix du Canada 2008 : un an après son terrible accident sur le circuit Gilles-Villeneuve, Robert Kubica remporte sa seule victoire en Formule 1, la première victoire d'un Polonais en Formule 1 et la seule victoire de BMW Sauber F1 Team.
- Grand Prix du Canada 2011 : Sebastian Vettel mène pratiquement de bout en bout un Grand Prix disputé sous une pluie intense mais une erreur dans le dernier tour permet à Jenson Button de le dépasser pour s'imposer.
- Grand Prix du Canada 2014 : première défaite de l'année pour les Mercedes. Victimes en course de problèmes de frein, les Flèches d'argent s'inclinent face à Daniel Ricciardo qui remporte sa première victoire. Au dernier tour, Felipe Massa et Sergio Pérez s'accrochent violemment.
- Grand Prix du Canada 2018 : la course est marquée par un violent accrochage entre Lance Stroll et Brendon Hartley dans le premier tour quand le Canadien qui a perdu le contrôle de sa monoplace percute le Néo-Zélandais qui manque de partir en tonneau dans le mur du virage no 6. Le classement de la course est arrêté au 68e des 70 tours prévus, le drapeau à damier ayant été présenté par erreur au 69e tour.
- Grand Prix du Canada 2019 : en pole position pour la première fois de la saison, Sebastian Vettel est en route pour la victoire lorsqu'il fait un écart dans l'herbe au 48e tour au virage 4, sous la pression de Lewis Hamilton. Vettel reprend rapidement le contrôle de sa Ferrari et revient sur la piste en évitant de justesse l'accrochage avec Hamilton. Cette manœuvre est jugée dangereuse par la FIA, et Vettel reçoit une pénalité de 5 secondes. Ce dernier conserve les commandes de la course et franchit la ligne d'arrivée en tête, mais sans avoir été capable d'agrandir son écart avec Hamilton à plus de 5 secondes. Ainsi, Hamilton hérite de la victoire sur tapis vert. Furieux, Vettel fait part de son mécontentement en inversant les panneaux des positions 1 et 2 dans le parc fermé, plaçant ainsi le numéro 2 devant la monoplace de Hamilton.

## Les différents circuits utilisés
|                                    |                                |                                  |                                     |
| Localisation des circuits utilisés | Tracé du circuit Mosport Park. | Tracé du circuit Mont-Tremblant. | Tracé du circuit Gilles-Villeneuve. |

## Records par circuit
- Mosport Park :

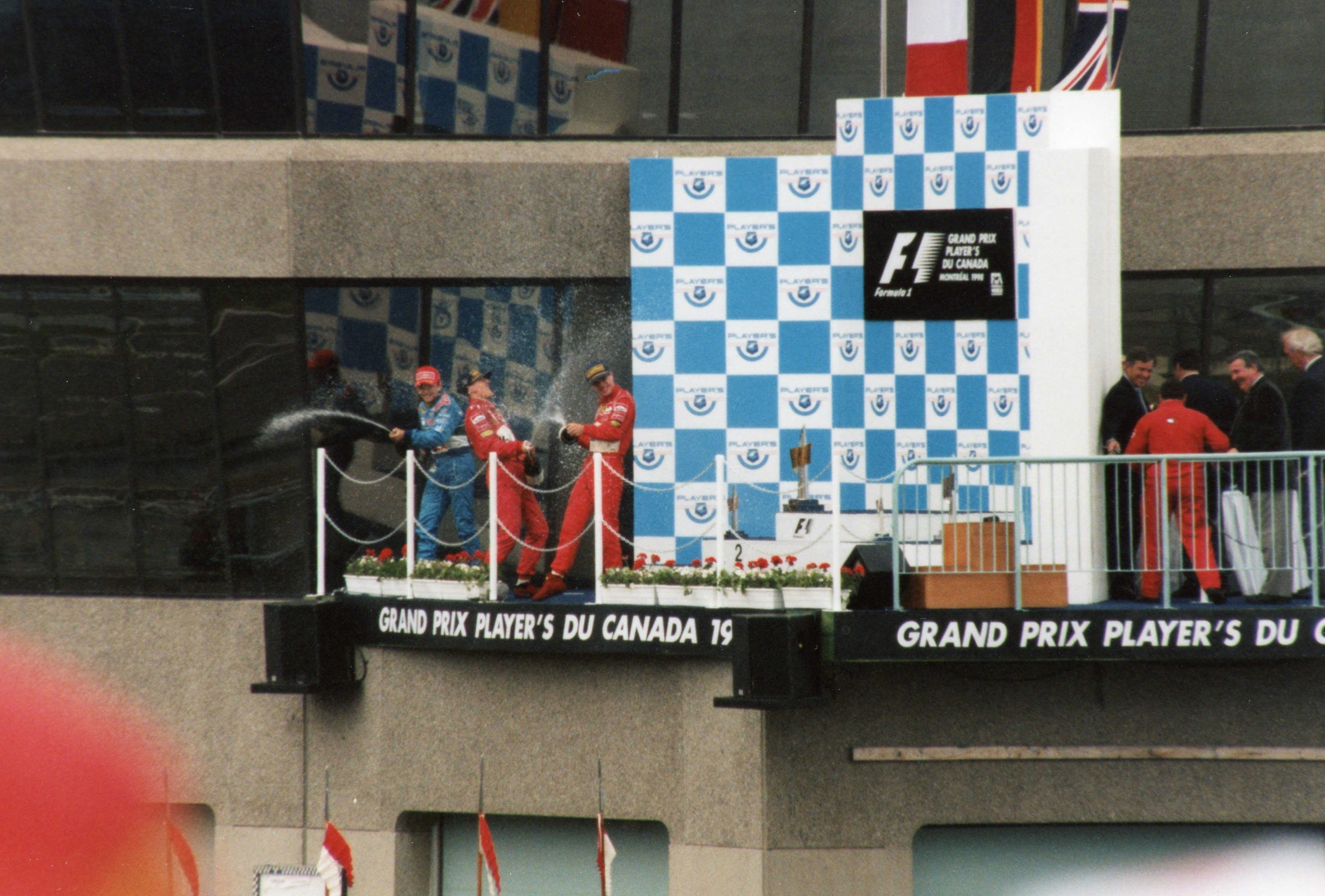
Le podium du Grand Prix du Canada 1998 avec Giancarlo Fisichella, Michael Schumacher et Eddie Irvine.

  - Meilleur tour en course : Mario Andretti en 1 min 13 s 299 (1977 - Lotus-Ford)
  - Record de la pole position : Mario Andretti en 1 min 11 s 385 (1977 - Lotus-Ford)
- Mont-Tremblant :
  - Meilleur tour en course : Clay Regazzoni en 1 min 32 s 2 (1970 - Ferrari)
  - Record de la pole position : Jackie Stewart en 1 min 31 s 5 (1970 - Tyrrell-Ford)
- Gilles-Villeneuve :
  - Meilleur tour en course : Rubens Barrichello en 1 min 13 s 622 (2004 - Ferrari)
  - Record de la pole position : Sebastian Vettel en 1 min 10 s 764 (2018 - Ferrari)

## Palmarès du Grand Prix du Canada
Les événements qui ne faisaient pas partie du championnat du monde de Formule 1 sont indiqués par un fond rose.
| Année     | Vainqueur                                 | Écurie                                    | Circuit                                   | Résultats                                 |
| --------- | ----------------------------------------- | ----------------------------------------- | ----------------------------------------- | ----------------------------------------- |
| 1961      | Peter Ryan                                | Lotus-Climax                              | Mosport Park                              | Résumé                                    |
| 1962      | Masten Gregory                            | Lotus-Climax                              | Mosport Park                              | Résumé                                    |
| 1963      | Pedro Rodríguez                           | Ferrari                                   | Mosport Park                              | Résumé                                    |
| 1964      | Pedro Rodríguez                           | Ferrari                                   | Mosport Park                              | Résumé                                    |
| 1965      | Jim Hall                                  | Chaparral-Chevrolet                       | Mosport Park                              | Résumé                                    |
| 1966      | Mark Donohue                              | Lola-Chevrolet                            | Mosport Park                              | Résumé                                    |
| 1967      | Jack Brabham                              | Brabham-Repco                             | Mosport Park                              | Résumé                                    |
| 1968      | Denny Hulme                               | McLaren-Ford                              | Mont-Tremblant                            | Résumé                                    |
| 1969      | Jacky Ickx                                | Brabham-Ford                              | Mosport Park                              | Résumé                                    |
| 1970      | Jacky Ickx                                | Ferrari                                   | Mont-Tremblant                            | Résumé                                    |
| 1971      | Jackie Stewart                            | Tyrrell-Ford                              | Mosport Park                              | Résumé                                    |
| 1972      | Jackie Stewart                            | Tyrrell-Ford                              | Mosport Park                              | Résumé                                    |
| 1973      | Peter Revson                              | McLaren-Ford                              | Mosport Park                              | Résumé                                    |
| 1974      | Emerson Fittipaldi                        | McLaren-Ford                              | Mosport Park                              | Résumé                                    |
| 1975      | Non couru                                 | Non couru                                 | Non couru                                 | Non couru                                 |
| 1976      | James Hunt                                | McLaren-Ford                              | Mosport Park                              | Résumé                                    |
| 1977      | Jody Scheckter                            | Wolf-Ford                                 | Mosport Park                              | Résumé                                    |
| 1978      | Gilles Villeneuve                         | Ferrari                                   | Île Notre-Dame                            | Résumé                                    |
| 1979      | Alan Jones                                | Williams-Ford                             | Île Notre-Dame                            | Résumé                                    |
| 1980      | Alan Jones                                | Williams-Ford                             | Île Notre-Dame                            | Résumé                                    |
| 1981      | Jacques Laffite                           | Ligier-Matra                              | Île Notre-Dame                            | Résumé                                    |
| 1982      | Nelson Piquet                             | Brabham-BMW                               | Gilles-Villeneuve                         | Résumé                                    |
| 1983      | René Arnoux                               | Ferrari                                   | Gilles-Villeneuve                         | Résumé                                    |
| 1984      | Nelson Piquet                             | Brabham-BMW                               | Gilles-Villeneuve                         | Résumé                                    |
| 1985      | Michele Alboreto                          | Ferrari                                   | Gilles-Villeneuve                         | Résumé                                    |
| 1986      | Nigel Mansell                             | Williams-Honda                            | Gilles-Villeneuve                         | Résumé                                    |
| 1987      | Non couru                                 | Non couru                                 | Non couru                                 | Non couru                                 |
| 1988      | Ayrton Senna                              | McLaren-Honda                             | Gilles-Villeneuve                         | Résumé                                    |
| 1989      | Thierry Boutsen                           | Williams-Renault                          | Gilles-Villeneuve                         | Résumé                                    |
| 1990      | Ayrton Senna                              | McLaren-Honda                             | Gilles-Villeneuve                         | Résumé                                    |
| 1991      | Nelson Piquet                             | Benetton-Ford                             | Gilles-Villeneuve                         | Résumé                                    |
| 1992      | Gerhard Berger                            | McLaren-Honda                             | Gilles-Villeneuve                         | Résumé                                    |
| 1993      | Alain Prost                               | Williams-Renault                          | Gilles-Villeneuve                         | Résumé                                    |
| 1994      | Michael Schumacher                        | Benetton-Ford                             | Gilles-Villeneuve                         | Résumé                                    |
| 1995      | Jean Alesi                                | Ferrari                                   | Gilles-Villeneuve                         | Résumé                                    |
| 1996      | Damon Hill                                | Williams-Renault                          | Gilles-Villeneuve                         | Résumé                                    |
| 1997      | Michael Schumacher                        | Ferrari                                   | Gilles-Villeneuve                         | Résumé                                    |
| 1998      | Michael Schumacher                        | Ferrari                                   | Gilles-Villeneuve                         | Résumé                                    |
| 1999      | Mika Häkkinen                             | McLaren-Mercedes                          | Gilles-Villeneuve                         | Résumé                                    |
| 2000      | Michael Schumacher                        | Ferrari                                   | Gilles-Villeneuve                         | Résumé                                    |
| 2001      | Ralf Schumacher                           | Williams-BMW                              | Gilles-Villeneuve                         | Résumé                                    |
| 2002      | Michael Schumacher                        | Ferrari                                   | Gilles-Villeneuve                         | Résumé                                    |
| 2003      | Michael Schumacher                        | Ferrari                                   | Gilles-Villeneuve                         | Résumé                                    |
| 2004      | Michael Schumacher                        | Ferrari                                   | Gilles-Villeneuve                         | Résumé                                    |
| 2005      | Kimi Räikkönen                            | McLaren-Mercedes                          | Gilles-Villeneuve                         | Résumé                                    |
| 2006      | Fernando Alonso                           | Renault                                   | Gilles-Villeneuve                         | Résumé                                    |
| 2007      | Lewis Hamilton                            | McLaren-Mercedes                          | Gilles-Villeneuve                         | Résumé                                    |
| 2008      | Robert Kubica                             | BMW Sauber                                | Gilles-Villeneuve                         | Résumé                                    |
| 2009      | Non couru                                 | Non couru                                 | Non couru                                 | Non couru                                 |
| 2010      | Lewis Hamilton                            | McLaren-Mercedes                          | Gilles-Villeneuve                         | Résumé                                    |
| 2011      | Jenson Button                             | McLaren-Mercedes                          | Gilles-Villeneuve                         | Résumé                                    |
| 2012      | Lewis Hamilton                            | McLaren-Mercedes                          | Gilles-Villeneuve                         | Résumé                                    |
| 2013      | Sebastian Vettel                          | Red Bull-Renault                          | Gilles-Villeneuve                         | Résumé                                    |
| 2014      | Daniel Ricciardo                          | Red Bull-Renault                          | Gilles-Villeneuve                         | Résumé                                    |
| 2015      | Lewis Hamilton                            | Mercedes                                  | Gilles-Villeneuve                         | Résumé                                    |
| 2016      | Lewis Hamilton                            | Mercedes                                  | Gilles-Villeneuve                         | Résumé                                    |
| 2017      | Lewis Hamilton                            | Mercedes                                  | Gilles-Villeneuve                         | Résumé                                    |
| 2018      | Sebastian Vettel                          | Ferrari                                   | Gilles-Villeneuve                         | Résumé                                    |
| 2019      | Lewis Hamilton                            | Mercedes                                  | Gilles-Villeneuve                         | Résumé                                    |
| 2020-2021 | Annulé à cause de la pandémie de Covid-19 | Annulé à cause de la pandémie de Covid-19 | Annulé à cause de la pandémie de Covid-19 | Annulé à cause de la pandémie de Covid-19 |
| 2022      | Max Verstappen                            | Red Bull                                  | Gilles-Villeneuve                         | Résumé                                    |
| 2023      | Max Verstappen                            | Red Bull-Honda RBPT                       | Gilles-Villeneuve                         | Résumé                                    |
| 2024      | Max Verstappen                            | Red Bull-Honda RBPT                       | Gilles-Villeneuve                         | Résumé                                    |
| 2025      | George Russell                            | Mercedes                                  | Gilles-Villeneuve                         | Résumé                                    |

### Classement des pilotes par nombre de victoires
| Victoires                                                        | Pilote             |
| 7                                                                | Michael Schumacher |
| 7                                                                | Lewis Hamilton     |
| 3                                                                | Nelson Piquet      |
| 3                                                                | Max Verstappen     |
| 2                                                                | Ayrton Senna       |
| 2                                                                | Jacky Ickx         |
| 2                                                                | Jackie Stewart     |
| 2                                                                | Alan Jones         |
| 2                                                                | Sebastian Vettel   |
| 1                                                                | Jack Brabham       |
| 1                                                                | Denny Hulme        |
| 1                                                                | Peter Revson       |
| 1                                                                | Emerson Fittipaldi |
| 1                                                                | James Hunt         |
| 1                                                                | Jody Scheckter     |
| 1                                                                | Gilles Villeneuve  |
| 1                                                                | Jacques Laffite    |
| 1                                                                | René Arnoux        |
| 1                                                                | Michele Alboreto   |
| 1                                                                | Nigel Mansell      |
| 1                                                                | Thierry Boutsen    |
| 1                                                                | Gerhard Berger     |
| 1                                                                | Alain Prost        |
| 1                                                                | Jean Alesi         |
| 1                                                                | Damon Hill         |
| 1                                                                | Mika Häkkinen      |
| 1                                                                | Ralf Schumacher    |
| 1                                                                | Kimi Räikkönen     |
| 1                                                                | Fernando Alonso    |
| 1                                                                | Robert Kubica      |
| 1                                                                | Jenson Button      |
| 1                                                                | Daniel Ricciardo   |
| 1                                                                | George Russell     |
| Grille mise à jour après le Grand Prix automobile du Canada 2024 |                    |

| Pos. | Nation         | Victoires |
| ---- | -------------- | --------- |
| 1er  | Royaume-Uni    | 14        |
| 2e   | Allemagne      | 10        |
| 3e   | Brésil         | 6         |
| 4e   | Australie      | 5         |
| 5e   | France         | 4         |
| 7e   | Belgique       | 3         |
| 7e   | Pays-Bas       | 3         |
| 9e   | Finlande       | 2         |
| 10e  | États-Unis     | 1         |
| 10e  | Canada         | 1         |
| 10e  | Afrique du Sud | 1         |
| 10e  | Italie         | 1         |
| 10e  | Espagne        | 1         |
| 10e  | Autriche       | 1         |
| 10e  | Pologne        | 1         |

### Classement des constructeurs par nombre de victoires
| Victoires | Écurie     | Années                                                                                            |
| --------- | ---------- | ------------------------------------------------------------------------------------------------- |
| 14        | Ferrari    | - 1963 - 1964 - 1970 - 1978 - 1983 - 1985 - 1995 - 1997 - 1998 - 2000 - 2002 - 2003 - 2004 - 2018 |
| 13        | McLaren    | - 1968 - 1973 - 1974 - 1976 - 1988 - 1990 - 1992 - 1999 - 2005 - 2007 - 2010 - 2011 - 2012        |
| 7         | Williams   | - 1979 - 1980 - 1986 - 1989 - 1993 - 1996 - 2001                                                  |
| 5         | Red Bull   | - 2013 - 2014 - 2022 - 2023 - 2024                                                                |
| 5         | Mercedes   | - 2015 - 2016 - 2017 - 2019 - 2025                                                                |
| 4         | Brabham    | - 1967 - 1969 - 1982 - 1984                                                                       |
| 2         | Lotus      | - 1961 - 1962                                                                                     |
| 2         | Tyrrell    | - 1971 - 1972                                                                                     |
| 2         | Benetton   | - 1991 - 1994                                                                                     |
| 1         | Chaparral  | 1965                                                                                              |
| 1         | Lola       | 1966                                                                                              |
| 1         | Wolf       | 1977                                                                                              |
| 1         | Ligier     | 1981                                                                                              |
| 1         | Renault    | 2006                                                                                              |
| 1         | BMW Sauber | 2008                                                                                              |